# Aveler Bach
Der Aveler Bach oder Avelsbach ist ein rechter Zufluss der Mosel in Trier.

## Verlauf
Der Aveler Bach entspringt auf einer Höhe von 254 m ü. NHN bei Trier-Tarforst. Er fließt in nordnordwestlicher Richtung und mündet schließlich auf einer Höhe von 124 m von rechts in die Mosel. 
Kurz vor der Mündung in die Mosel speist der Avelsbach den Teich im Nells Park.
Der Avelsbach wurde 2007–2014 für 805.000 Euro aufwendig renaturiert.

## Weinbau

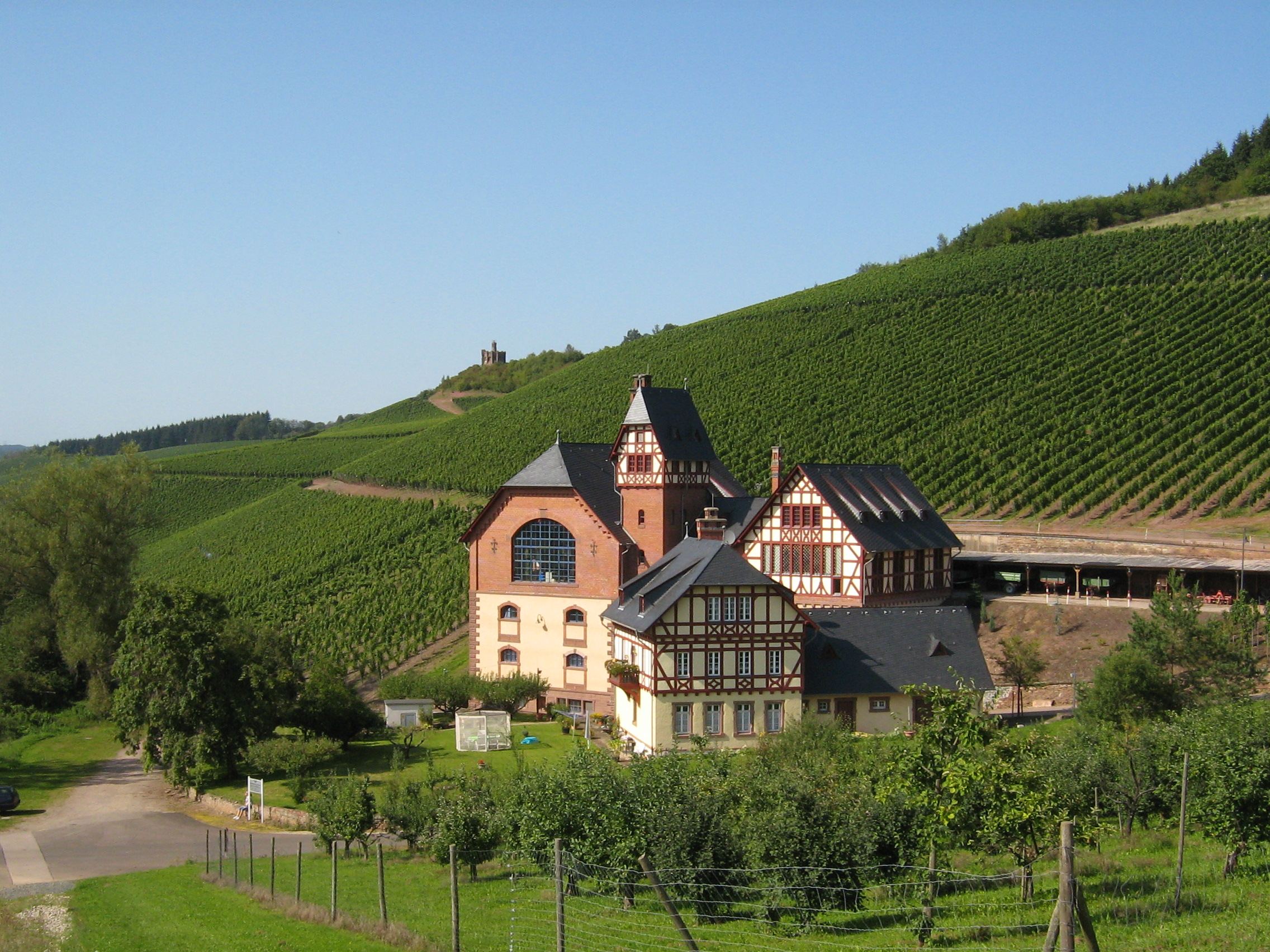
Staatliche Weinbaudomäne im Avelertal

Im Aveler Tal befindet sich das Gut Avelsbach.
Die Weinlagen im Aveler Tal sind Altenberg, Herrenberg, Kupp, Hammerstein und Rotlay (nicht mehr bestockt). 
Über dem Bach thront die Burg Avelsbach, welche ein Denkmal für Hugo Thiel darstellt und zur Domäne Avelsbach gehört.

## Nachweise
1. 1 2  GeoExplorer der Wasserwirtschaftsverwaltung Rheinland-Pfalz (Hinweise)
2. ↑  Patenschaft mit dem Aveler Bach. In: trierer-sporttaucher.de. 3. Januar 2015, abgerufen am 1. März 2017.
3. ↑  volksfreund.de: Aveler Bach: "Zurück zur Natur". In: volksfreund.de. Abgerufen am 1. März 2017.
4. ↑  Eintrag zu Domäne Avelsbach - Aussichtsturm, sogenannte Burg  (2017-03-01) in der Datenbank der Kulturgüter in der Region Trier.